# Amintiri din viitor
pentru o carte, vezi Amintiri despre viitor
Amintiri din viitor (în engleză FlashForward) este un serial de televiziune american științifico-fantastic din 2009. Este bazat pe romanul Flashforward din 1999 scris de autorul canadian Robert J. Sawyer. A fost adaptat de Brannon Braga și David S. Goyer. Serialul se învârte în jurul vieții mai multor oameni, după ce un eveniment misterios a făcut ca aproape toată lumea de pe planetă să-și piardă în același timp conștiința două minute și șaptesprezece secunde la 6 octombrie 2009. În timpul acestei întreruperi, oamenii au văzut ceva care pare a fi viziuni ale vieții lor de pe 29 aprilie 2010, un „flashforward” global la șase luni în viitor.
A fost difuzat în premieră între 24 septembrie 2009 și 27 mai 2010, pentru un sezon cu 22 de episoade, pe canalul ABC.
În mai 2010, ABC a anunțat că serialul Amintiri din viitor a fost anulat. Finalul sezonului 1 a fost filmat înainte de a se ști că serialul va fi anulat și astfel, în loc de o concluzie, a arătat un alt eveniment „flashforward” care se va întâmpla peste mai mult de 20 de ani în viitor. Acest lucru a urmat mai fidel cartea originală, care a prezentat un „flashforward” care are loc peste 21,5 ani în viitor.

## Distribuție
- Joseph Fiennes - FBI Special Agent Mark Benford
- John Cho - FBI Special Agent Demetri Noh
- Courtney B. Vance - FBI Assistant Director Stanford Wedeck
- Sonya Walger - Dr. Olivia Benford
- Christine Woods - FBI Special Agent Janis Hawk
- Jack Davenport - Dr. Lloyd Simcoe
- Zachary Knighton - Dr. Bryce Varley
- Peyton List - Nicole Kirby
- Dominic Monaghan - Dr. Simon Campos
- Brían F. O'Byrne - Aaron Stark

## Episoade
| Nr. | Titlu                             | Regia              | Scenariu                                                                                 | Premiera           | Telespectatori SUA (milioane) |          |          |
| Partea 1 | Partea 1                          | Partea 1           | Partea 1                                                                                 | Partea 1           | Partea 1                      | Partea 1 | Partea 1 |
| --- | --------------------------------- | ------------------ | ---------------------------------------------------------------------------------------- | ------------------ | ----------------------------- | -------- | -------- |
| 1 | „No More Good Days”               | David S. Goyer     | Scenariu de: și poveste de: David S. Goyer & Brannon Braga                               | 24 septembrie 2009 | 12.47                         |          |          |
| Serialul începe într-o zi aparent obișnuită, 6 octombrie 2009, care devine în curând extraordinară atunci când la 11:00 ora Pacificului, toată lumea din Los Angeles își pierde conștiința timp de două minute și 17 secunde (137 de secunde). Curând devine evident că evenimentul a avut loc în întreaga lume și a fost însoțite de un „flashforward” în care fiecare persoană a văzut ceea ce ar putea fi viața sa la 29 aprilie 2010, la aproximativ șase luni în viitor. Agentul FBI Mark Benford și o echipă de agenți de la biroul local din Los Angeles încep să adune indicii despre ceea ce s-ar fi putut întâmpla în timp ce se luptă să se împace cu propriile lor viziuni sau, în cazul lui Demetri Noh, lipsa uneia. Între timp, soția lui Mark, Olivia și fiica Charlie, au fiecare viziuni tulburătoare despre viitor cu care trebuie să facă față. Când episodul se termină, agentul FBI Janis Hawk face o descoperire uimitoare: o imagine de supraveghere video de pe un stadion din Detroit a unui bărbat în negru, care se plimba prin stadion în timp ce toată lumea din jurul său este inconștientă. |                                   |                    |                                                                                          |                    |                               |          |          |
| 2 | „White to Play”                   | David S. Goyer     | Poveste de: Brannon Braga & David S. Goyer Scenariu de: David S. Goyer & Marc Guggenheim | 1 octombrie 2009   | 10.75                         |          |          |
| 3 | „137 Sekunden”                    | Michael Rymer      | Scenariu de: David S. Goyer & Marc Guggenheim                                            | 8 octombrie 2009   | 9.05                          |          |          |
| 4 | „Black Swan”                      | Michael Rymer      | Lisa Zwerling & Scott Gimple                                                             | 15 octombrie 2009  | 9.07                          |          |          |
| 5 | „Gimme Some Truth”                | Bobby Roth         | Poveste de: Barbara Nance Scenariu de: Dawn Prestwich & Nicole Yorkin                    | 22 octombrie 2009  | 9.88                          |          |          |
| 6 | „Scary Monsters and Super Creeps” | Bobby Roth         | Seth Hoffman & Quinton Peeples                                                           | 29 octombrie 2009  | 8.97                          |          |          |
| 7 | „The Gift”                        | Nick Gomez         | Lisa Zwerling & Ian Goldberg                                                             | 5 noiembrie 2009   | 8.57                          |          |          |
| 8 | „Playing Cards with Coyote”       | Nick Gomez         | Marc Guggenheim & Barbara Nance                                                          | 12 noiembrie 2009  | 8.28                          |          |          |
| 9 | „Believe”                         | Michael Nankin     | Nicole Yorkin & Dawn Prestwich                                                           | 19 noiembrie 2009  | 7.98                          |          |          |
| 10 | „A561984”                         | Michael Nankin     | David S. Goyer & Scott M. Gimple                                                         | 3 decembrie 2009   | 7.07                          |          |          |
| Partea a 2-a |                                   |                    |                                                                                          |                    |                               |          |          |
| 11 | „Revelation Zero (Part 1)”        | John Polson        | Seth Hoffman & Marc Guggenheim                                                           | 18 martie 2010     | 6.61                          |          |          |
| 12 | „Revelation Zero (Part 2)”        | Constantine Makris | Quinton Peeples                                                                          | 18 martie 2010     | 6.61                          |          |          |
| 13 | „Blowback”                        | Constantine Makris | Lisa Zwerling & Barbara Nance                                                            | 25 martie 2010     | 6.17                          |          |          |
| 14 | „Better Angels”                   | Constantine Makris | Scott M. Gimple & Ian Goldberg                                                           | 1 aprilie 2010     | 5.04                          |          |          |
| 15 | „Queen Sacrifice”                 | Bobby Roth         | Byron Balasco & Timothy J. Lea                                                           | 8 aprilie 2010     | 5.42                          |          |          |
| 16 | „Let No Man Put Asunder”          | Bobby Roth         | Seth Hoffman & Quinton Peeples                                                           | 15 aprilie 2010    | 4.98                          |          |          |
| 17 | „The Garden of Forking Paths”     | Nick Gomez         | David S. Goyer & Lisa Zwerling                                                           | 22 aprilie 2010    | 5.53                          |          |          |
| 18 | „Goodbye Yellow Brick Road”       | Nick Gomez         | Nicole Yorkin & Dawn Prestwich                                                           | 29 aprilie 2010    | 5.17                          |          |          |
| 19 | „Course Correction”               | Leslie Libman      | Robert J. Sawyer                                                                         | 6 mai 2010         | 4.77                          |          |          |
| 20 | „The Negotiation”                 | Leslie Libman      | Poveste de: Debbie Ezer Scenariu de: Byron Balasco & Quinton Peeples                     | 13 mai 2010        | 4.75                          |          |          |
| 21 | „Countdown”                       | John Polson        | Lisa Zwerling & Seth Hoffman                                                             | 20 mai 2010        | 5.26                          |          |          |
| 22 | „Future Shock”                    | John Polson        | Timothy J. Lea & Scott M. Gimple                                                         | 27 mai 2010        | 4.96                          |          |          |